# Lijndenia bequaertii
Lijndenia bequaertii là một loài thực vật có hoa trong họ Mua. Loài này được (De Wild.) Borhidi mô tả khoa học đầu tiên năm 1993.